# 信士的長官
信士的长官（阿拉伯语：أَمِير ٱلْمُؤْمِنِين，羅馬化：ʾamīr al-muʾminīn，阿拉伯語音譯埃米尔·穆民），又译为穆民的埃米尔、信士的埃米尔、穆民的长官等，為伊斯兰教头衔，伊斯蘭教發展初期曾是穆斯林對政教合一的領袖哈里發的尊稱。
多見於阿拉伯和伊斯蘭教史書，為第二任哈里發歐麥爾所首倡。伊斯蘭教先知穆罕默德逝世後，其繼任者艾布·伯克爾稱“哈里發·拉蘇利拉”（Khalifah Rasulillah），意為“安拉使者的繼任人”，簡稱“哈里發”。歐麥爾繼任哈里發後，稱“哈里發·哈里發·拉蘇利拉”，即“安拉使者繼任人的繼任人”。為避免以此種冗長拗口的稱謂相傳勢必給後世造成的混亂，歐麥爾遂令穆斯林改稱他為“信士的長官”。從此，該稱謂便成為穆斯林對歷代哈里發的尊稱，後又為各地穆斯林王朝統治者所襲用。什葉派多以此稱呼第四位正統哈里發阿里。
歷史上的也門宰德派伊瑪目長期使用信士的長官為頭銜，現今只有摩洛哥國王和阿富汗最高領導人（塔利班领袖）仍然使用該稱謂。